# Heinz Reimann (Tischtennisspieler)

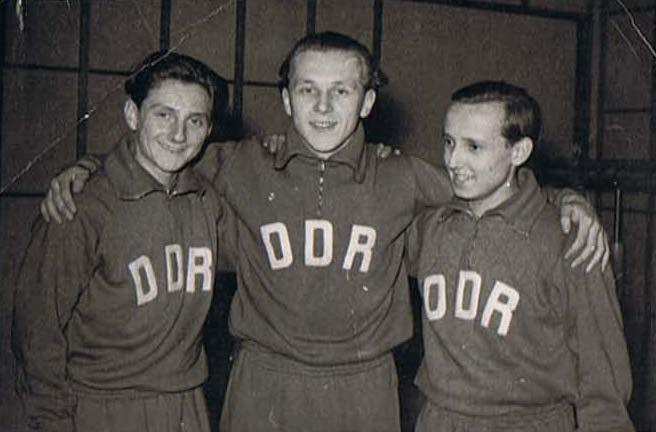
(von links nach rechts) Helmut Hanschmann, Heinz Schneider und Heinz Reimann beim Länderkampf Rumänien – DDR (4:5), 1953 in Bukarest

Heinz Reimann (* 2. November 1934 in Auerbach (Zwickau)) ist ein ehemaliger deutscher Tischtennisspieler. Er gehörte in den 1950er Jahren zu den besten Spielern der DDR und gewann 14 nationale Titel.

## Nationale Erfolge
Reimann ist Linkshänder. Er begann seine Laufbahn beim Verein BSG Einheit Auerbach, den er 1950 verließ, um zum BSG Motor Jena zu wechseln. 1955 wechselte er zu SC Motor Berlin, um zwei Jahre später wieder zu Motor Jena zurückzukehren. Mit diesen Klubs wurde er von 1952 bis 1959 acht Mal in Folge Mannschaftsmeister der DDR.
Bei den nationalen Individualmeisterschaften der DDR gewann Reimann weitere sechs Titel: 1953 im Einzel, im Doppel 1953 und 1955 mit Helmut Hanschmann sowie 1960 mit Lothar Pleuse, im Mixed 1953 mit Hannelore Hanft und 1959 mit Sigrun Kunz. Das Endspiel erreichte er 1955 im Mixed mit Grete Herber, 1960 im Einzel gegen Lothar Pleuse und 1961 im Doppel mit Rolf Lippert.
1953 wurde Reimann in der gesamtdeutschen Rangliste auf Platz zehn geführt, in der DDR-Rangliste belegte er 1958 Platz sechs.
1965 beendete Reimann seine aktive Laufbahn. 1982 feierte er bei Carl Zeiss Jena ein Comeback.

## Internationale Auftritte
Fünfmal wurde Reimann für Weltmeisterschaften nominiert, 1953, 1957, 1959, 1961 und 1963. Bei der Europameisterschaft 1960 kam er mit Sigrun Kunz im gemischten Doppel ins Viertelfinale.
1959 wurde Reimann mit dem Titel Meister des Sports geehrt.

## Privat
Heinz Reimann besuchte die Geschwister Scholl Oberschule in Auerbach, wo er zusammen mit seinem Bruder Frank den Tischtennissport entdeckte. Er heiratete die Tischtennisspielerin Renate Kohn. Von Beruf ist er Feinmechaniker.

## Turnierergebnisse
| Verband | Veranstaltung       | Jahr | Ort       | Land | Einzel     | Doppel     | Mixed         | Team |
| ------- | ------------------- | ---- | --------- | ---- | ---------- | ---------- | ------------- | ---- |
| GDR     | Europameisterschaft | 1960 | Zagreb    | YUG  |            |            | Viertelfinale |      |
| GDR     | Weltmeisterschaft   | 1963 | Prag      | TCH  | letzte 256 | letzte 128 | keine Teiln.  |      |
| GDR     | Weltmeisterschaft   | 1961 | Peking    | CHN  | letzte 128 | letzte 32  | letzte 32     | 4    |
| GDR     | Weltmeisterschaft   | 1959 | Dortmund  | FRG  | letzte 32  | letzte 128 | letzte 128    |      |
| GER     | Weltmeisterschaft   | 1957 | Stockholm | SWE  | letzte 64  | letzte 64  | letzte 16     |      |
| GER     | Weltmeisterschaft   | 1953 | Bukarest  | ROU  | letzte 128 | letzte 16  | letzte 16     |      |